# Snapir

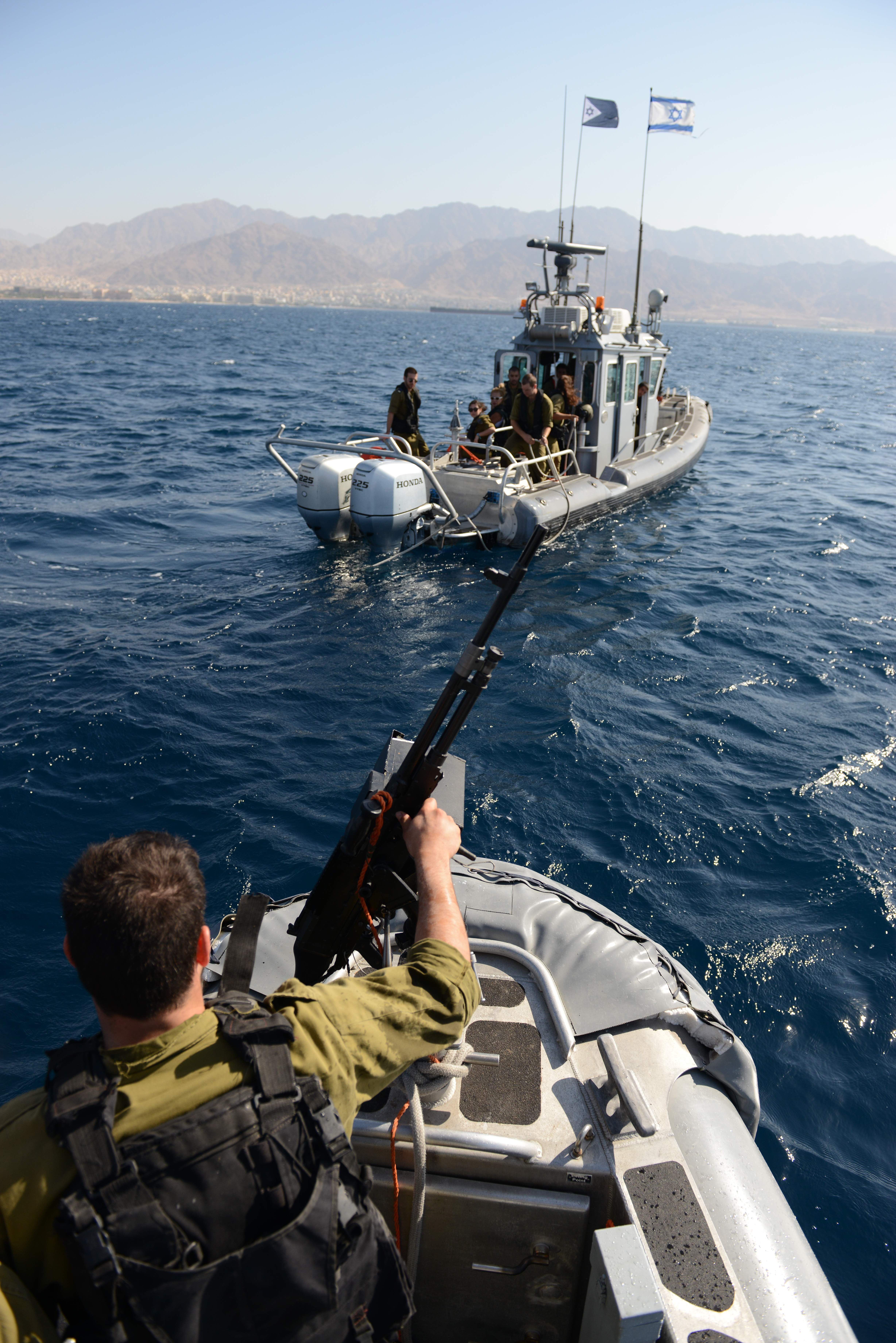
Schlauchboote der Snapir-Einheit

Snapir (hebräisch סְנַפִּיר Snappīr, deutsch ‚Flosse‘) ist eine Spezialeinheit der israelischen Marine, als Teil der israelischen Verteidigungsstreitkräfte. Die Marinepatrouille (ehemals Port Security Unit) wurde 1977 aufgestellt, Die israelische Marine betreibt drei Snapir-Einheiten, eine in Eilat und zwei in den israelischen Mittelmeerhäfen Aschdod und Hafen Haifa. Ihre Aufgaben sind der Schutz von Häfen, der maritime Grenzschutz, Unterwasseraufgaben und Schiffsinspektionen. Sie werden normalerweise in einer Gruppe von vier bis fünf Personen eingesetzt und nutzen 27-Fuß- und 31-Fuß-Schlauchboote und Aerospatiale SA-321K Super Frelon Hubschrauber mit Schwimmkörpern, die als Zirʿa (hebräisch צִרְעָה ‚Wespe‘) oder Hornet (deutsch Hornisse) bekannt sind. Jedes Boot ist minimal mit einem Maschinengewehr 7,62-mm, Radar, Kamera, Funkkommunikation  und mehreren an Bord befindlichen M16-Gewehren ausgestattet.